# Hickory Motor Speedway
Der Hickory Motor Speedway ist eine Short-Track-Rennstrecke in Hickory, North Carolina. Sie ist eine der bekanntesten Rennstrecken für den Tourenwagensport und wird oftmals auch als „The World’s Most Famous Short Track“ und „Birthplace of the NASCAR Stars“ bezeichnet.

## Geschichte
Die Rennstrecke wurde im Juni 1951 als unasphaltierter Halbmeilen-Dirttrack eröffnet. Die Rundenlänge betrug rund 800 m.
Im Jahre 1955 wurde der Hickory Motor Speedway rekonfiguriert und die Rundenlänge betrug danach 0,4 Meilen beziehungsweise 0,64 km. 1967 wurde der lose Untergrund durch eine Fahrbahn aus Asphalt ersetzt und 1970 folgte eine weitere Verkürzung des Kurses auf eine Länge von 0,363 Meilen oder 0,584 km.

## Veranstaltungen
Das erste Rennen auf dem Kurs gewann Gwyn Staley, der im Verlauf des Jahres auch Streckenchampion wurde. Ebenfalls Meister der Rennstrecke wurden in den 1950er Jahren Junior Johnson, Ned Jarrett und Ralph Earnhardt. Allein Earnhardt gewann den Titel fünf Mal.
Im Jahre 1953 wurde erstmals ein Rennen der Grand National Series von NASCAR in Hickory ausgetragen. Bis 1971 fanden insgesamt 35 Cup-Rennen statt. Erster Sieger wurde Tim Flock. Junior Johnson, der bereits 1952 die Streckenmeisterschaft in Hickory gewann, sollte mit sieben Siegen der erfolgreichste NASCAR-Fahrer auf diesem Kurs werden. Zur Saison 1972 wurde Hickory aus dem Rennkalender der Grand National Series gestrichen, als die R. J. Reynolds Tobacco Company Hauptsponsor der nun Winston Cup genannten Serie wurde und alle Rennen mit einer Renndistanz von weniger als 250 Meilen aus dem Kalender gestrichen wurden.
NASCAR blieb dem Kurs dennoch treu und veranstaltete Rennen der Late Model Sportsman Series in Hickory. Nach der Umwandlung der Serie in die Budweiser Late Model Series im Jahre 1982 spielte der Hickory Motor Speedway eine wichtige Rolle in der ersten Saison der neuen Serie: Sechs der insgesamt 28 Rennen wurden in Hickory ausgetragen. Zu den erfolgreichsten Fahren der Serie auf diesem Kurs zählen Jack Ingram und Tommy Houston, die beide jeweils acht Mal gewannen.
Im Laufe der Jahre ging die Anzahl an jährlichen Rennen der Serie bis auf zwei im Jahre 1987 zurück. 1995 fand nur noch ein Rennen der mittlerweile Busch Grand National Series lautenden Rennserie statt. Als 1998 die Rennen zudem vermehrt auf die Strecken des Winston Cups verlegt wurden, wurde der Hickory Motor Speedway nach 17 Jahren aus dem Rennkalender gestrichen.
Wenn auch keine der Top-Divisionen mehr auf dem Hickory Motor Speedway fahren, so veranstaltet NASCAR weiterhin Rennen auf der Rennstrecke mit der Whelen All-American Series. Ebenfalls im Programm ist ein Rennen des USAR Hooters Pro Cup.